# المسناية
المَسناية، هي بقايا مبنى لجدار أثري قديم يقع في الأعظمية على ضفاف نهر دجلة في بغداد، العراق.
ومبنى المسناية يقع في محلة السفينة بالأعظمية ولقد غمرته مياه نهر دجلة منذ حوالي 250 عام تقريبا وقيل عنهُ أنه بقايا جامع قديم شيد من الطابوق الفرشي ومادة البناء من النورة والرماد وهي مادة اصلب من الاسمنت ومقاومة للماء بدليل صمودها بمياه نهر دجلة كل هذه الفترة الزمنية الطويلة. وكان جسر الأعظمية القديم مربوط ببناء المسناية بواسطة سلاسل حديدية ضخمة لمنع انحداره مع الماء. ولا تزال بموقعها وتعتبر من معالم محلة السفينة، والآن تستخدم هذه الاثار للسباحة والقفز منها من قبل الناس ويمكن رؤية الاثار القديمة للجدار عند المرور على جسر الأئمة على الجانب الأيمن منهُ.